# گوهردشت (گناباد)
گوهردشت (گناباد)، روستایی از توابع بخش کاخک شهرستان گناباد در استان خراسان رضوی ایران است.

## جمعیت
این روستا در دهستان زیبد قرار دارد و براساس سرشماری مرکز آمار ایران در سال ۱۳۸۵، جمعیت آن ۱۴۰ نفر (۵۵خانوار) بوده‌است.